# سیارک ۱۲۶۶۴
سیارک ۱۲۶۶۴ (به انگلیسی: 12664 Sonisenia، نامگذاری:1978SS5) دوازده هزار و ششصد و شصت و چهارمین سیارک کشف شده‌است که در ۲۷ سپتامبر ۱۹۷۸ کشف شد.
قدر مطلق سیارک برابر ۲۱.۴ است.